# 2489 Suvorov
A 2489 Suvorov (ideiglenes jelöléssel 1975 NY) a Naprendszer kisbolygóövében található aszteroida. Ljudmila Ivanovna Csernih fedezte fel 1975. július 11-én.